# Лаврентій Горка
Лаврентій Горка (нар. 1671, Львів — 20 квітня 1737, В'ятка) — викладач Києво-Могилянської академії, ігумен Видубицького монастиря, єпископ РПЦ, засновник В’ятської греко-латинської школи та В’ятської семінарії, начальник духовенства перського флоту Російської імперії.

## Біографія
Народився у Львові у родині козака з містечка Стайки. У юнацькі роки емігрував на Гетьманщину, до Києва. Закінчив Києво-Могилянську академію, після цього працював викладачем в ній. Був другом Феофана Прокоповича та прихильником царя Петра I. Саме тому не підтримав виступ гетьмана Івана Мазепи.
1713 року став ігуменом Видубицького монастиря. Тут він у великій кількості придбавав собі книги і посилено займався поповненням своєї освіти.
Згодом, 29 квітня 1722 року призначений архімандритом Воскресенським (Новоєрусалимського на Істрі) монастиря Московської єпархії у 1721 році.
Не встигнувши вступити в управління монастирем, отримав нове призначення — начальника духовенства на Перському флоті і духівника імператриці Катерини I.
Брав участь у Перському поході як оберіємонах армії та флоту у 1722 році.
Був єпископом у Астрахані з 1723 до 1727 року, Устюзі з 1727 до 1731 року, Рязані з 1731 до 1733 року, В'ятці з 1733 до 1737 року.
26 вересня 1733 році переведений з Рязані до Вятки «за неабияку його відому зухвалість».
У В'ятці місцеве духовенство зустріло Лаврентія вкрай недоброзичливо, а прийняті ним енергійні заходи щодо утвердження церковного благочиння і шкільної освіти створили йому ворогів; місцевому духовенству були неприємні вимоги, щоб певна частина церковних і монастирських доходів передавалася на школи; вже цим фактом воно було недоброзичливо налаштоване до нового єпископа, — а його гарячий характер, звісно, не сприяв вирішенню незгод. Проте Лаврентій вперше заснував у В'ятці греко-латинські школи, завів при них бібліотеку і до кінця життя дуже дбав про їх процвітання.
Під час життя у Хлинові єпископ Лаврентій намагався своїм прикладом показувати зразок християнина: під час неврожаю велів роздавати хліб голодуючим в'ятчанам, сам читав проповіді та пояснював Святе письмо. Але при цьому не об'їжджав єпархію та не ставив нових парафій. Пов'язано це з тим, що головною своєю справою на В'ятці, якій Лаврентій віддав всі сили, стало відкриття слов'яно-греко-латинської школи.
У своєму бажанні влаштувати школу єпископу Лаврентію довелося витримати «повну драматизму, найважчу боротьбу з сучасним суспільством». Вже на квітень 1734 року він зробив усі приписи щодо підготовки учнів, придбання книг і підручників, постачання школи продуктами. Але ці дії зустріли «то пасивний і глухий, то рішучий і зухвалий опір».
Опозицію очолили представники провідного хлинівського духовенства — причому двоє з них поїхали в Синод зі скаргою на єпископа. У своєму донесенні в Синод у травні 1734 року Владика Лаврентій нарікав: «Всі одностайно на моє зло налаштовані і розбещені; всі не слухають: інші бігають, інші ховаються, а коли що й послухають, на шкоду моєму смиренню вчиняють і несповідимі капості мені роблять. Хотів я і вчення слов'яно-греко-латинські для учнів у єпархії заводити і вчителів з Києва двох мирських людей викликав; але за таким гонінням і противностями неможливо!»
Після цієї страшної звістки будь-який опір єпископу Лаврентію у Хлинові стих — і до кінця 1734 року було набрано до 400 хлопців. Все проходило під постійною опікою єпископа Лаврентія — він особисто виписав багато книг для школи, майже щодня її відвідував. Також Владика Лаврентій увів викладання грецької мови, для чого з дозволу Синоду викликав у 1736 році із Чердинського монастиря ієромонаха Іоакима. Втім, проблеми були не тільки зі школою — відомо, що Владика намагався навести порядок в богослужбовому співі, причому, вказуючи на помилки, він відзначав, «чого в жодній єпархії не робиться, тільки в єдиній Вятській».
З відомостей про учнів у вятській школі, надісланих до Синоду 2 березня 1738 року, через майже рік після смерті преосвященного Лаврентія, видно, що в той час навчалося ще 120 чоловік, хоча вже втікло 310 учнів і 26 звільнилося.
В останній період свого життя Горка брав активну участь в організації роботи освітніх закладів Російської імперії. Зокрема, у 1735 році реорганізував В'ятську єпархіальну школу в семінарію.
Помер 9 квітня 1737 року у В'ятці, де його поховано у соборнцій Троїцькій церкві.
Залишив велику і цікаву бібліотеку з 300 книг, яку у 1738 році передано до Московської слов'яно-греко-латинської академії.

## Літературна діяльність
У 1707–1708 роках написав і прочитав студентам Києво-Могилянської академії курс піїтики «Idea artis poeseos».
У травні 1708 року на сцені академії була поставлена також трагікомедія Л. Горки «Іосиф — патріарх». Писана була книжною українською мовою з використанням розмовної української мови. Це була сатира на українське панство. В ній вперше в українській драматургії змальовано кохання, психологічно вмотивовану поведінку одного з перших на українській сцені жіночих персонажів.

## Творчий доробок
- Курс поетики (за зразком поетики Ф. Прокоповича).
- Драма «Йосиф-Патріарх», 1708 р.